# Lista de gêneros de música punk
Essa lista reune gêneros de música punk.
| - Anarcopunk - Anhalt EBM - Art punk - Celtic punk - Christian punk - Cowpunk - Crossover thrash - Crust punk - Dance-punk - D-beat - Death rock - Emocore - Folk-punk - Gaelic punk - Garage punk - Glam punk - Goth punk - Grindcore - Gypsy punk | - Hardcore digital/Technocore - Hardcore melódico - Hardcore punk - Horror punk - Jazzcore - Metalcore - Nardcore - New wave - New York hardcore - Noisecore - Noise rock - No wave - Oi! - Pop punk - Pós-punk - Post-hardcore - Power violence - Protopunk - Psychobilly - Punk rock | - Queercore - Reggae punk - Riot Grrrl - Skacore - Ska punk - Skate punk - Straight edge - Street punk - Synth-punk - Taqwacore - Thrashcore - Two tone - Youth Crew |